# أيمن الشعافي
أيمن الشعافي (7 يناير 1995 -)، ممثل ومغني ليبي.

## عن حياته
بدأ حياته الفنية بسن صغيرة، وكانت أول خطوة له وهو لا يتعدد سن الثامنة عندما شارك في العديد من الأعمال المسرحية والتلفزيونية والسينمائية والإذاعية، كما شارك في العديد من المهرجانات المحلية والدولية على مستوى ليبيا والعالم.

## أعماله الفنية

### من المسلسلات
- سريب الدنيا
- هدرازي ج5
- معندكش مشكلة
- ديرو حل ج2
- شعبط شعابيط
- خطرة
- سي الري

### المسرحيات
- شعبية
- هبوط اضطراري
- شطيح في شطيح
- رايح في رايح
- تفاحة خير الله
- يا مارينا
- الأصدقاء ج3
- الأحلام الفكاهية [1]

### الأفلام
- زهرة الصبار
- ميد إن اتشاينا [2]

### في الإذاعة
- مرة في واحد
- بوشفشوفة
- يوميات حمزة

## مسرحيات أخرجها
- يد بيد [3]
- نحنا هم نحنا
- فصل زايط

## أعماله في الغناء

### الأغاني المصورة
| سنة الإنتاج | الأغنية المصورة |
| ----------- | --------------- |
| 2012        | جانا العيد      |
| 2013        | ما تهوني        |
| 2013        | بنغازي          |
| 2016        | مفيش حسيب       |

### الأغاني المنفردة
| - تسلم شباب بلادي. - بعون الله. - يا جارحة فؤادي. - كم نجمة. - يا غالية. - ضع من عمري. 1. 2. 3. |